# UCI Africa Tour 2010-2011
El UCI Africa Tour 2010-2011 fue la séptima edición del calendario ciclístico internacional de África. Se disputaron 23 carreras; 10 por etapas, 10 de un solo día y las carreras en ruta , contrarreloj y contrarreloj por equipos del Campeonato Africano de Ciclismo. La carrera de mayor categoría continuó siendo la Tropicale Amissa Bongo (2.1). Se inició el 6 de octubre de 2010 en Camerún, con el Gran Premio de Chantal Biya y finalizó el 24 de julio de 2011 en Eritrea con el Tour de Eritrea.
El ganador de la clasificación individual fue el marroquí Adil Jelloul y por equipos triunfó el argelino Pétrolier Algérie. Por países Marruecos fue el vencedor por segunda vez consecutiva y Sudáfrica por países sub-23.

## Calendario
Contó con las siguientes pruebas, tanto por etapas como de un día.

### Octubre 2010
| Fecha    | Carrera                     | Cat. | Ganador        | Equipo del ganador |
| -------- | --------------------------- | ---- | -------------- | ------------------ |
| 6 al 9   | Gran Premio de Chantal Biya | 2.2  | Martinien Tega | SNH                |
| 22 al 31 | Tour de Faso                | 2.2  | Julien Schick  | Team Reine Blanche |

### Noviembre 2010
| Fecha    | Carrera                                          | Cat. | Ganador                                                            | Equipo del ganador       |
| -------- | ------------------------------------------------ | ---- | ------------------------------------------------------------------ | ------------------------ |
| 4        | Les Challenges Marche Verte-G. P. Sakia El Hamra | 1.2  | Mouhssine Lahsaini                                                 | Selección de Marruecos A |
| 5        | Les Challenges Marche Verte-G. P. Oued Eddahab   | 1.2  | Abdelati Saadoune                                                  | Selección de Marruecos B |
| 6        | Les Challenges Marche Verte-G. P. Al Massira     | 1.2  | Tarik Chaoufi                                                      | Selección de Marruecos A |
| 10       | Campeonato Africano Contrarreloj por Equipos     | CC   | Daniel Teklehaymanot Ferekalsi Debessay Meran Russan Tesfai Teklit | Selección de Eritrea     |
| 12       | Campeonato Africano Contrarreloj                 | CC   | Daniel Teklehaymanot                                               | Selección de Eritrea     |
| 14       | Campeonato Africano en Ruta                      | CC   | Daniel Teklehaymanot                                               | Selección de Eritrea     |
| 17 al 25 | Tour de Ruanda                                   | 2.2  | Daniel Teklehaymanot                                               | Selección de Eritrea     |

### Enero 2011
| Fecha    | Carrera                | Cat. | Ganador          | Equipo del ganador |
| -------- | ---------------------- | ---- | ---------------- | ------------------ |
| 25 al 30 | Tropicale Amissa Bongo | 2.1  | Anthony Charteau | Europcar           |

### Febrero 2011
| Fecha    | Carrera           | Cat. | Ganador           | Equipo del ganador        |
| -------- | ----------------- | ---- | ----------------- | ------------------------- |
| 19 al 26 | Tour de Sudáfrica | 2.2  | Kristian House    | Rapha Condor-Sharp        |
| 27 al 7  | Tour de Camerún   | 2.2  | Oumarou Minoungou | Selección de Burkina Faso |

### Marzo 2011
| Fecha   | Carrera            | Cat. | Ganador            | Equipo del ganador     |
| ------- | ------------------ | ---- | ------------------ | ---------------------- |
| 25 al 3 | Vuelta a Marruecos | 2.2  | Mouhssine Lahsaini | Selección de Marruecos |

### Abril 2012
| Fecha | Carrera                                          | Cat. | Ganador         | Equipo del ganador     |
| ----- | ------------------------------------------------ | ---- | --------------- | ---------------------- |
| 7     | Les challenges Phosphatiers-Challenge Khouribga  | 1.2  | Maroš Kováč     | Dukla Trencin-Merida   |
| 8     | Les challenges Phosphatiers-Challenge Youssoufia | 1.2  | Adil Jelloul    | Selección de Marruecos |
| 9     | Les challenges Phosphatiers-Challenge Ben Guérir | 1.2  | Hassan Zahboune | Selección de Marruecos |

### Mayo 2011
| Fecha | Carrera                                         | Cat. | Ganador           | Equipo del ganador |
| ----- | ----------------------------------------------- | ---- | ----------------- | ------------------ |
| 6     | Challenge du Prince-Trophée Princier            | 1.2  | Azzedine Lagab    | Pétrolier Algérie  |
| 7     | Challenge du Prince-Trophée de l'Anniversaire   | 1.2  | Volodymyr Bileka  | Amore & Vita       |
| 8     | Challenge du Prince-Trophée de la Maison Royale | 1.2  | Vladislav Borisov | Amore & Vita       |

### Junio 2011
| Fecha   | Carrera          | Cat. | Ganador              | Equipo del ganador   |
| ------- | ---------------- | ---- | -------------------- | -------------------- |
| 11 y 12 | Kwita Izina Tour | 2.2  | Daniel Teklehaymanot | Selección de Eritrea |
| 27 al 1 | Tour de Argelia  | 2.2  | Azzedine Lagab       | Pétrolier Algérie    |

### Julio 2011
| Fecha    | Carrera           | Cat. | Ganador        | Equipo del ganador   |
| -------- | ----------------- | ---- | -------------- | -------------------- |
| 2        | Circuito de Argel | 1.2  | Azzedine Lagab | Pétrolier Algérie    |
| 20 al 24 | Tour de Eritrea   | 2.2  | Meran Russan   | Selección de Eritrea |

## Clasificaciones

### Individual
| Posición | Ciclista             | Puntos |
| -------- | -------------------- | ------ |
| 1        | Adil Jelloul         | 446    |
| 2        | Daniel Teklehaymanot | 325,67 |
| 3        | Azzedine Lagab       | 248,33 |
| 4        | Tarik Chaoufi        | 203    |
| 5        | Mouhssine Lahsaini   | 184    |
| 6        | Abdelati Saadoune    | 124    |
| 7        | Freqalsi Abrha       | 120,67 |
| 8        | Anthony Charteau     | 112    |
| 9        | Johann Rabie         | 109    |
| 10       | Natnael Berhane      | 106    |

### Equipos
| Posición | Equipo             | Puntos |
| -------- | ------------------ | ------ |
| 1        | Pétrolier Algérie  | 463,66 |
| 2        | Europcar           | 197    |
| 3        | Bonitas            | 188,34 |
| 4        | MTN Qhubeka        | 175,67 |
| 5        | Rapha Condor-Sharp | 150    |

### Países
| Posición | País         | Puntos |
| -------- | ------------ | ------ |
| 1        | Marruecos    | 1.212  |
| 2        | Eritrea      | 806,68 |
| 3        | Sudáfrica    | 581,87 |
| 4        | Argelia      | 548,99 |
| 5        | Burkina Faso | 300    |

### Países sub-23
| Posición | País         | Puntos |
| -------- | ------------ | ------ |
| 1        | Sudáfrica    | 193,34 |
| 2        | Argelia      | 146    |
| 3        | Eritrea      | 141    |
| 4        | Camerún      | 32     |
| 5        | Burkina Faso | 30     |